# Romanówka (powiat siemiatycki)
Romanówka – wieś w Polsce położona w województwie podlaskim, w powiecie siemiatyckim, w gminie Siemiatycze.
Według Powszechnego Spisu Ludności z 1921 roku Romanówka liczyła 35 domów i zamieszkiwana była przez 163 osoby (78 kobiet i 85 mężczyzn). Większość mieszkańców miejscowości (w liczbie 161 osób) zadeklarowała wówczas wyznanie prawosławne, a 2 pozostałe osoby podały wyznanie rzymskokatolickie. Podział religijny mieszkańców miejscowości odzwierciedlał ich strukturę narodowościową, gdyż 161 osób podało narodowość białoruską, a pozostałe 2 osoby zgłosiły narodowość polską. W okresie międzywojennym miejscowość znajdowała się w powiecie bielskim.
W latach 1975–1998 miejscowość należała administracyjnie do województwa białostockiego.
Wierni kościoła rzymskokatolickiego należą do parafii Wniebowzięcia Najświętszej Maryi Panny w Siemiatyczach.